# Acalolepta nagporensis
Acalolepta nagporensis là một loài bọ cánh cứng trong họ Cerambycidae.